# Юзеф Балзукевич
Юзеф Балзукевич (пол. Józef Bałzukiewicz; лит. Juozapas Balzukevičius; 1 квітня 1867, Вільно — 11 лютого 1915, там же) — польський художник.

## Біографія
Народився в 1867 році в сім'ї віленського різьбяра-самоучки Вінценти Балзукевича; старший брат скульптора Болеслава Балзукевича та художниці Люції Балзукевич.

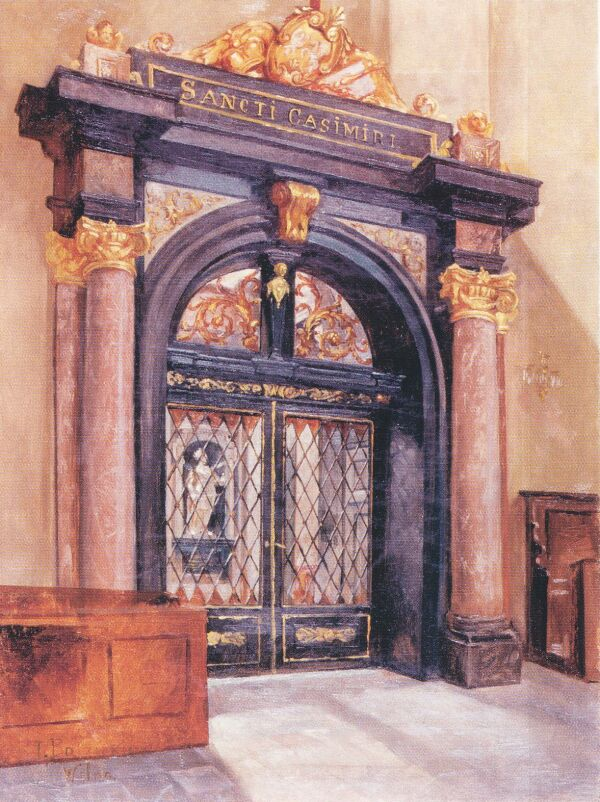
Ворота капели св. Казимира у Віленському кафедральному соборі, 1912.

Початкову художню освіту здобув у Віленській художній школі І. П. Трутнєва. У 1887-1893 роках продовжив навчання в Петербурзькій академії мистецтв під керівництвом професора Б. П. Віллевальде. Успіхи Юзефа Балзукевича були відзначені кількома медалями, в тому числі й великою срібною медаллю (1893). Після закінчення навчання впродовж трьох років працював учителем малювання в Череповці та в Україні.
З 1897 року проживав у Вільно. Викладав мистецькі дисципліни у безкоштовних класах технічного малювання і креслення Юзефа Монтвілла, а з 1912 року керував цими класами. Заснував вечірню студію малювання. Ю. Балзукевич — один із засновників Віленського художнього товариства (1908) та активний учасник започаткованих даним товариством щорічних весняних мистецьких виставок.
Автор реалістично зображених сцен життя і побуту литовських селян, краєвидів Вільно, портретів, інтер'єрів віленських костелів, релігійних композицій. Краєвиди писав маслом й аквареллю. Крім того, малював пером і пастеллю, займався реставрацією картин. Реставрував, зокрема, картини Симона Чеховича в костелі св. Рафала у Вільно. Академічну сухість творів Юзефа Балзукевича пом'якшують риси імпресіонізму.
Помер у 1915 році, похований на кладовищі Расу у Вільно. Надгробний пам'ятник встановлений у 1925 році (автор — брат художника Болеслав Балзукевич).

## Твори
- Св. Станіслав. Костел в Перло (Варенський район)
- Апостол Варфоломій. Костел в Перло (Варенський район)
- Орач з биками. 1899. Литовський художній музей.
- Гай. 1900. Литовський художній музей.
- Двір будинку на Замковій, 3. 1910. Литовський художній музей.
- Ворота капели св. Казимира у Віленському кафедральному соборі. Литовський художній музей.

## Галерея

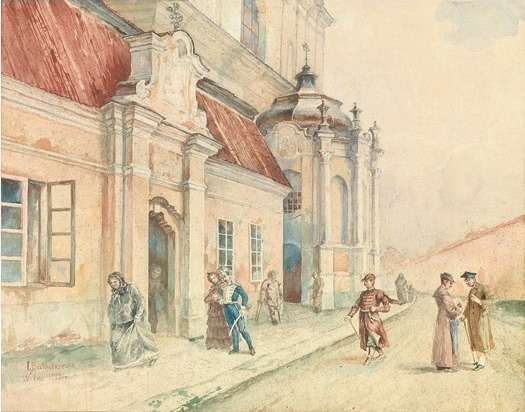
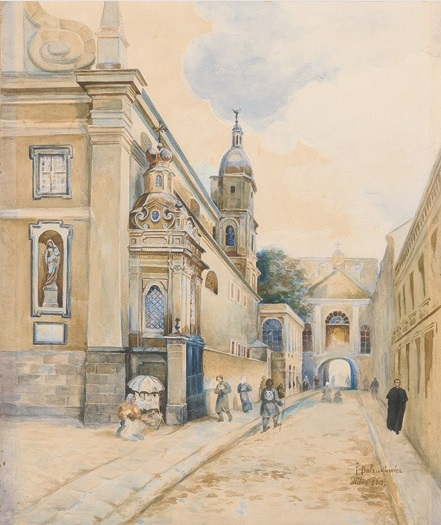
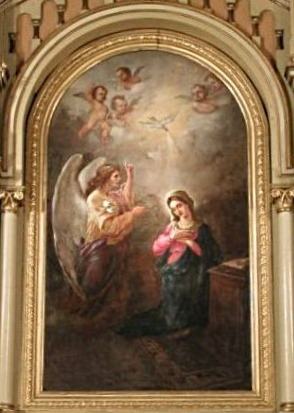
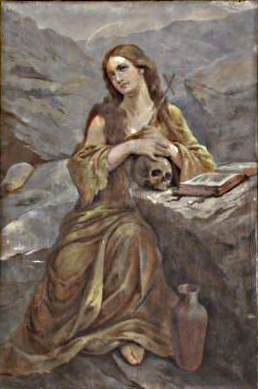